# Dazibao
Pour les articles homonymes, voir Dazibao (homonymie).

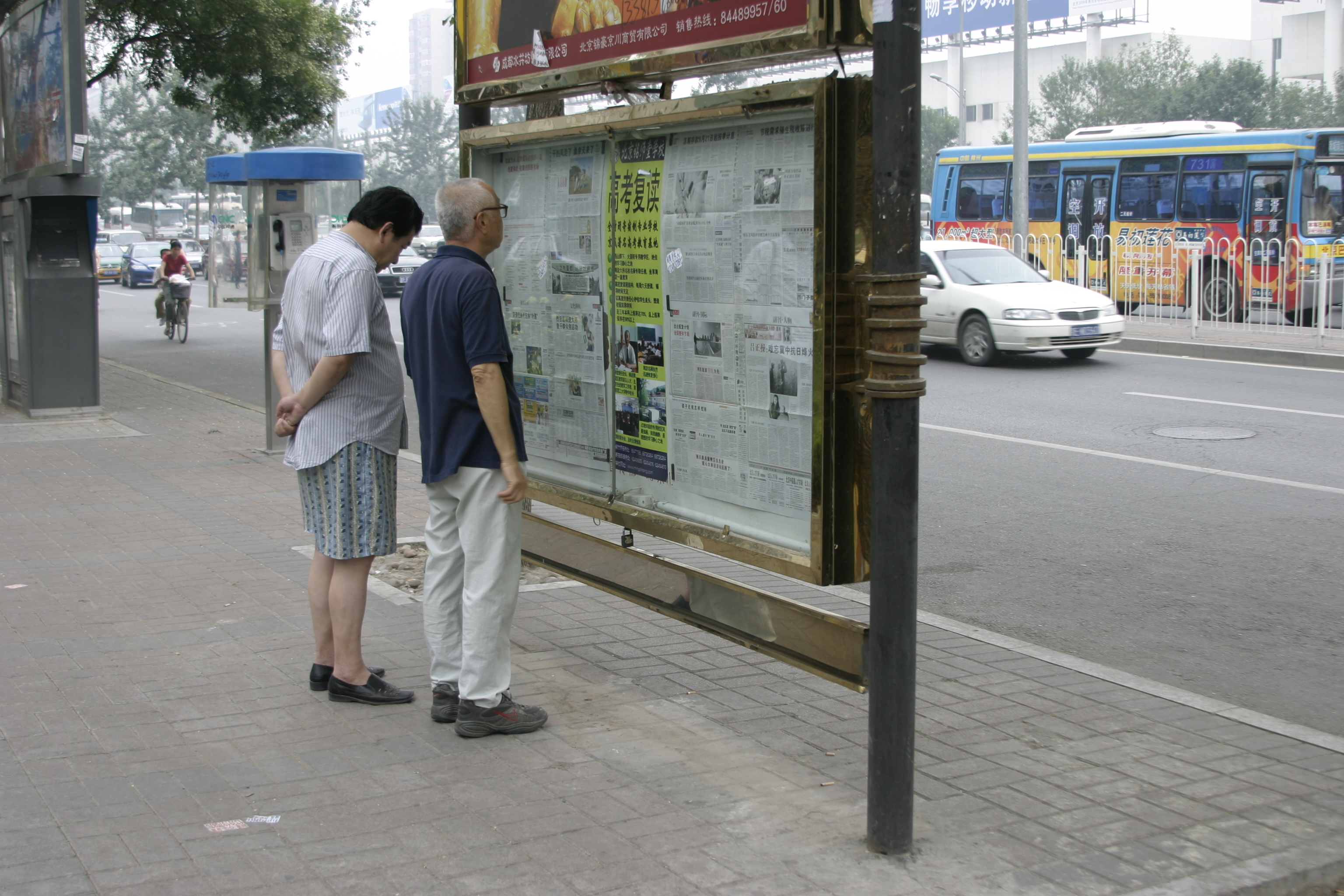
Journaux affichés, à Pékin, en 2005.

Le dazibao (chinois traditionnel 大字報, chinois simplifié 大字报, pinyin dàzìbào, littéralement « journal à grands caractères ») en Chine est une affiche rédigée par un simple citoyen, traitant d'un sujet politique ou moral, et placardée pour être lue par le public.
Par extension, et au sens figuré, le mot est employé pour désigner des publications non officielles.

## Historique

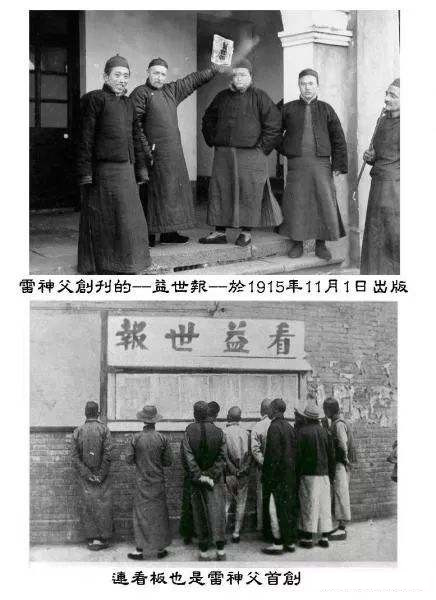
Dazibao du prêtre et missionnaire catholique belge lazariste Vincent Lebbe en 1915, en Chine.

L'expression de l'opinion publique par l'affichage est une tradition de la Chine impériale. Les voyageurs rapportent que les citoyens mécontents écrivaient ou imprimaient des affiches pour critiquer l'administration du magistrat impérial, qui étaient placardées dans la ville et jusque dans la rue devant le tribunal, siège du magistrat. Le peuple se rassemblait autour des affiches pour les commenter.
C'est en 1966, avec la révolution culturelle lancée par Mao Zedong que les dazibao refirent leur apparition en Chine. Un des éléments clés de la révolution culturelle fut la publication de dazibao le 25 mai 1966 par Nie Yuanzi et six autres étudiants à l'université de Pékin, affirmant que l'université était contrôlée par la bourgeoisie antirévolutionnaire. La lecture de ces textes par de jeunes étudiants comme Xing Xing Cheng les conduisit à participer à la révolution culturelle et rejoindre les gardes rouges. L'affiche est venue à l'attention de Mao Zedong, qui l'a diffusée nationalement en la publiant dans le Quotidien du peuple.  Bian Zhongyun, directrice adjointe du collège pour les filles de l’élite du Parti communiste chinois, est considérée comme la première victime de la révolution culturelle. Un groupe de jeunes filles pénétra dans son logement pour le saccager et y placer des dazibaos insultants « Bian Zhongyun la grognasse ! Sale sorcière ! Sale renarde ! Ne crois pas que tu vas pouvoir te carapater dans ton terrier ! Proviseur largue ta morgue ! » ou bien « Salope ! Tiens toi bien ! Sinon on va te dresser. ». Le 5 août 1966, Bian Zhongyun est assassinée. 
Les dazibaos furent bientôt très répandus, utilisés pour tout, du débat sophistiqué au divertissement satirique et à la dénonciation enragée ; être attaqué dans une « affiche de grand caractère » était suffisant pour mettre fin à une carrière. Réalisées à la main, ces affiches couvrirent d'abord les murs de Pékin avant de gagner les provinces. Ce média illégal et spontané véhicula l'information non officielle et eut l'audace d'attaquer les autorités du pays.
Un des « quatre grands droits » dans la Constitution de la république populaire de Chine de 1975 (en) était le droit d'écrire un dazibao.
Une nouvelle floraison eut lieu après la fin du maoïsme, lors du mouvement du mur de la démocratie en 1978 à Pékin ; un des plus célèbres dazibaos fut « La cinquième modernisation », dont l'appel hardi à la démocratie a apporté une renommée immédiate à son auteur, Wei Jingsheng. La répression finit par mettre fin à cette presse libre à la fin de l'année 1979.